# Nosybus navasi
Nosybus navasi är en insektsart som beskrevs av Banks 1918. Nosybus navasi ingår i släktet Nosybus och familjen Berothidae. Inga underarter finns listade i Catalogue of Life.